# Naffir
Naffīr (en arabe : نفير) est un mot utilisé dans quelques régions du Soudan (surtout dans le Nord du pays, par exemple, Kordofan, Darfour, Kassala et quelques endroits dans les montagnes du Nubas). Ce mot décrit un type de travailleurs communautaires. 
Une définition dit que naffir est un groupe recruté par les réseaux de famille et des voisins, avec l'intention d’exécuter une tâche particulière, qui se disperse après que cette tâche soit finie (Manger, 1987). Une autre définition plus récente mentionne que naffir regroupe des voisins pour l’exécution d'un projet, par exemple, la construction d'une maison ou l'assistance durant temps du moisson (Conceptual analysis of volunteer, 2004).
Il y a une connexion entre le mot naffir et le mot arabe nafr (نفر) qui décrit une bande ou un groupe recruté pour la guerre. En arabe de base, un naffīr āmm décrit la mobilisation des soldats (Wehr, 1980), comme une levée en masse. Le terme naffir était aussi utilisé dans un contexte militaire au Soudan. Par exemple, dans les montagnes du Nubas, l'expression, an-Naffīr ach-Cha'abī ou Milice des Peuples était utilisée au début des années 1990 (Kevlihan, 2005).
Naffir décrit également une trompette en arabe. Les Espagnols utilisent un mot dérivé de naffir : anafil (Trompette).